# MÁV 476 sorozat
Az ÁVT II 1361–1378 az osztrák-magyar magánvasúttársaság az Osztrák–Magyar Államvasút-Társaság, szertartályosgőzmozdony-sorozata volt.

## Története
Az ÁVT rendelt 18 db Vc osztályú  1361-1378 pályaszámú (1873-tól az új számozási rendszer szerint 400 sorozat ) 1885 és 1898 között saját mozdonygyárától. A gépek belsőkeretesek, kívül elhelyezett vezérművesek voltak de ami a henger és a kazán méreteit illeti, azok nem tekinthetők korszerűnek.
1891-től az ÁVT  magyar pályarészeinek államosításával öt mozdony a MÁV állományba került XIV.  osztály 5681-5685 pályaszámokon, 1911-től pedig mint 476 sorozat.
1905 és 1907 között további hat mozdonyt építtetett az ÁVT az osztrák pályaszakaszaira. Az ÁVT osztrák részének államosításakor 19 mozdony került 478 sorozatúként az Császári és Királyi Osztrák Államvasutakhoz (kkStB).
Két további gépet  a Lokalbahn Brandeis an der Elbe–Neratowitz rendelt 1899-ben. Ezek neve BRANDYS és KOSTELETZ volt. A StEG a helyi vonalakon akarta üzemeltetni őket. Később ezek a mozdonyok a többi StEG géppel együtt kerültek kkStB állományba az államosításkor.
Később a kkStB még két mozdonyt építtetett a sorozatból.
Az első világháború után az összes ebbe a sorozatba tartozó osztrák mozdony a ČSD-hez került 400.1 sorozatúként. A második világháború alatt a sorozat a Német Birodalmi Vasúthoz  (Deutsche Reichsbahn, DR) került 98.78 sorozatként. A ČSD-hez visszakerült mozdonyokból az utolsót 1962-ben selejtezték.

## Fordítás
- Ez a szócikk részben vagy egészben  a   StEG II 1361–1378 című német Wikipédia-szócikk fordításán alapul.  Az eredeti cikk szerkesztőit annak laptörténete sorolja fel. Ez a jelzés csupán a megfogalmazás eredetét és a szerzői jogokat jelzi, nem szolgál a cikkben szereplő információk forrásmegjelöléseként.